# Knolraap

Een knolraap op het wapenschild van het Waasland. Rapen komen voor op de wapens van verschillende Wase gemeenten.

Knolraap, ook meiraap, meiknolletje, consumptieraap, herfstknol, herfstraap, tol, knol, of raap genoemd (Brassica rapa subsp. rapa) is een oude groente die in Nederland vrijwel alleen nog door de amateurtuinder en in de biologische landbouw geteeld wordt, maar bijvoorbeeld in België en Frankrijk heel gewoon is. Knolrapen worden vers gegeten en kunnen ook in salades gebruikt worden. Knolrapen moeten niet verward worden met koolraap. Sommige rassen van knolraap kunnen uitgroeien tot een gewicht van ruim 1 kg. In De Streek in Noord-Holland werd vroeger veel knolraap geteeld voor de export naar Groot-Brittannië. De naam "meiraap" duidt op het feit dat de knolraap alleen in het voorjaar geteeld wordt, omdat de plant niet winterhard is. De stoppelknol is ook een knolraap, die vroeger veel na de graanoogst gezaaid werd en aan het vee wordt gevoerd. Bij stoppelknollen zijn er rassen met en zonder knol. De winterraap (ook: aveelzaad) is een variëteit die winterhard is.
Knolrapen werden al geteeld door de Romeinen en de Oude Grieken. De domesticatie heeft waarschijnlijk plaatsgevonden in Afghanistan, Pakistan en het Middellandse Zeegebied.
De knol vormt zich boven in de penwortel en in de stengel onder de laagste bladeren, en is daarmee iets tussen wortelknol en stengelknol in. De rest van de penwortel is dun en 10 of meer cm lang. Overigens blijkt het mogelijk om de plant tot het maken van ondubbelzinnige stengelwortels aan te zetten.

## Teelt
De knolraap kan al in maart ter plaatse in de volle grond worden gezaaid bij een rijafstand van 25 tot 30 cm en later in de rij uitgedund op 10-15 cm.
De herfstrassen worden gezaaid in juli en worden geoogst in september of oktober. Er zijn witte variëteiten, witte met paarsrode koppen en gele variëteiten. Ook hiervoor geldt een rijafstand van 25 cm, hetgeen later wordt uitgedund tot ongeveer 8 cm.

## Rassen
'Platte Witte Mei' kan het vroegst gezaaid worden, omdat het weinig gevoelig is voor het vormen van een bloeistengel (doorschieten). Het ras heeft grote, ingesneden bladeren en een platte, witgele knol met groene kop.
'Italiaanse Roodkop' heeft, de naam zegt het al, een rode kop en is het vroegste ras, maar kan omdat het makkelijk doorschiet in Nederland niet voor eind maart gezaaid worden.
'Sneeuwbal' heeft bijna ronde, witte knollen en kan het hele jaar door gezaaid worden. In de zomer is de groeiduur zes weken, daarbuiten ongeveer acht.

## Inhoudsstoffen
De voedingswaarde van 100 gram verse knolraap is:
| Energetische waarde | 142 kJ   |
| Koolhydraten        | 8 gram   |
| Eiwit               | 1 gram   |
| Vet                 | 0,1 gram |
| Vitamine C          | 25 mg    |
| Vitamine B1         | 0,03 mg  |
| Vitamine B2         | 0,03 mg  |
| Calcium             | 30 mg    |
| IJzer               | 0,4 mg   |

## Ziekten
Knolrapen kunnen aangetast worden door knolvoet (Plasmodiophora brassicae)